# اللغة التباسرانية
اللغة الطَّبَسَرانيّة أو الطبَرْسَرانية (Табасаран чӀал) (بالروسية: Табасаранский язык) - إحدى اللغات الرسمية في جمهورية داغستان ويتحدث بها شعب الطبسران التي يقطن جنوب داغستان.